# Urbán János (matematikus)
Urbán János (Budapest, 1939. november 12. – 2012. június 11.) magyar matematikus.

## Családja
Szülei Urbán János és Pődör Irén. 1963-ban nősült, felesége Forró Gizella, két lányuk született: Ágnes 1967-ben, Eszter 1974-ben.

## Élete és munkássága
Az ELTE Természettudományi Karán tanult 1958–1963 között matematikát és filozófiát.
1963-tól 1976-ig az ELTE Természettudományi Kar (ELTE-TTK) Analízis I tanszékén tanított. 1967–1990 között az Országos Pedagógiai Intézet (OPI) osztályvezetőjeként működött. 1974-től a Tudományos Ismeretterjesztő Társulat (TIT) matematikai választmányának titkára, a Kis Matematikus Baráti Körök és versenyek (Kalmár László Matematikaverseny) egyik fő szervezője, a feladatkitűző bizottság vezetője volt. Éveken át az MTV Körmönfontoló című matematikai vetélkedőjének zsűrielnökeként is dolgozott.
1981-től haláláig a budapesti Berzsenyi Dániel Gimnáziumban tanított matematikát.
Kutatási területei a matematika középiskolai tanítása, a matematikai logika, az algoritmuselmélet és a tanárképzés voltak.

## Díjai
Megkapta a Beke Manó-emlékdíjat, 1994-ben az Apáczai Csere János-díjat, 2001-ben pedig a Rátz Tanár Úr-életműdíjat, 2011-ben a fővárosi Bárczy István-díjat.

## Főbb művei
- Határértékszámítás (Műszaki Könyvkiadó, Bolyai-sorozat, 1976, 2009);
- Matematikai logika (Műszaki Könyvkiadó, Bolyai-sorozat, 1983, 2006);
- Matek plusz – Matematikai tehetséggondozás 15 éveseknek (Mozaik Kiadó, 1993);
- Kombinatorikai feladatok 14–18 éveseknek (Mozaik Kiadó, 1999)
- Sokszínű matematika 9., 10., 11., 12. osztályosoknak (társszerző) (Mozaik Kiadó, 2001).
- Ruzsa Imre – Urbán János, A matematika néhány filozófiai problémájáról – matematikai logika, Tankönyvkiadó, 1966